# الموسوعة (ديدرو)
موسوعة أو قاموس مرشد للعلوم والفنون والمهن (بالفرنسية: Encyclopédie, ou dictionnaire raisonné des sciences, des arts et des métiers) هي موسوعة فرنسية عامة نُشرت في فرنسا ما بين عامي 1751 و1772 تحت إدارة دنيس ديدرو وبمساعدة من طرف جان لو رون دالمبير إلى حدود سنة 1759. تلتها ملاحق وتصحيحات وترجمات. ساهم فيها عدة كتّاب موسوعيين.

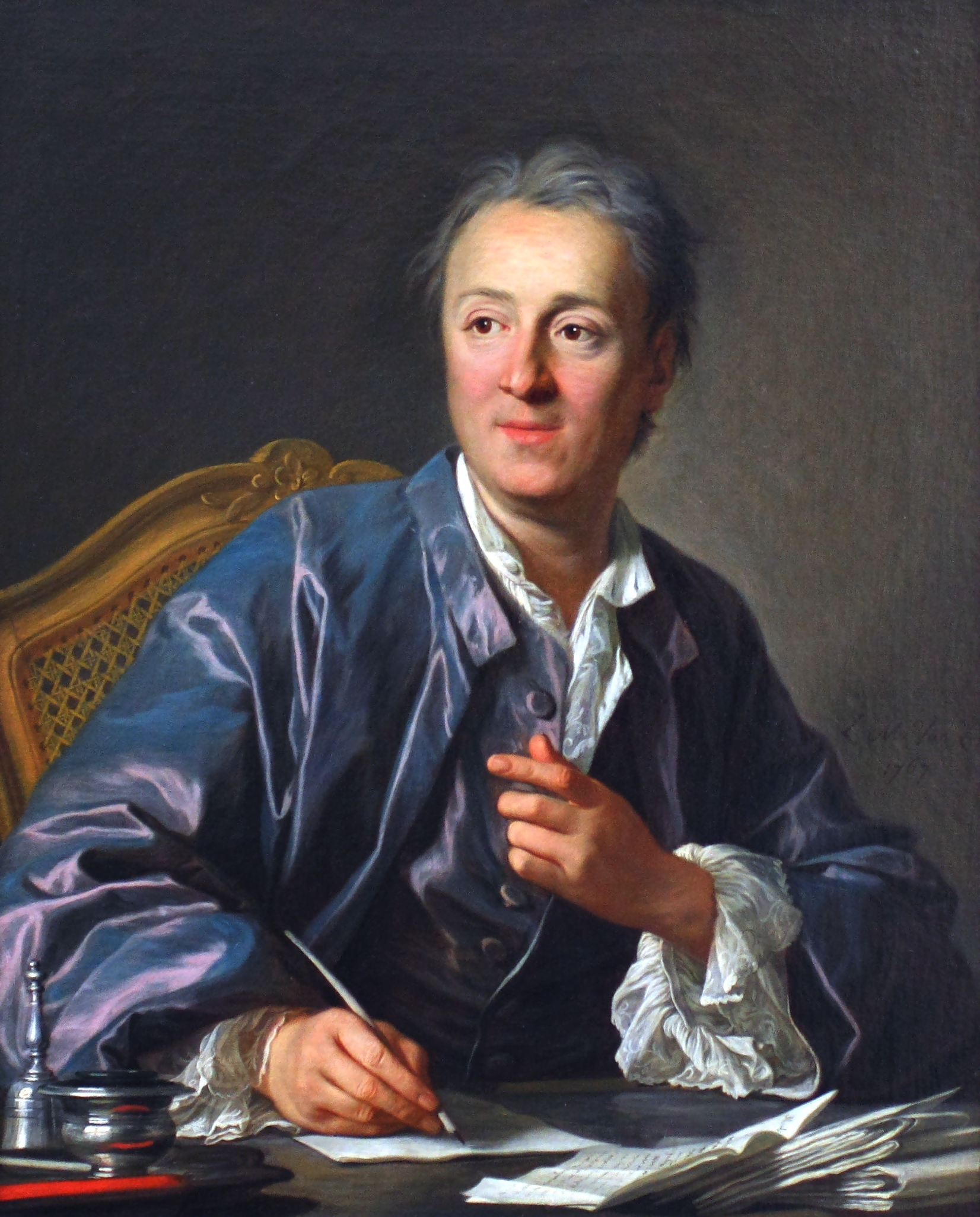
دنيس ديدرو

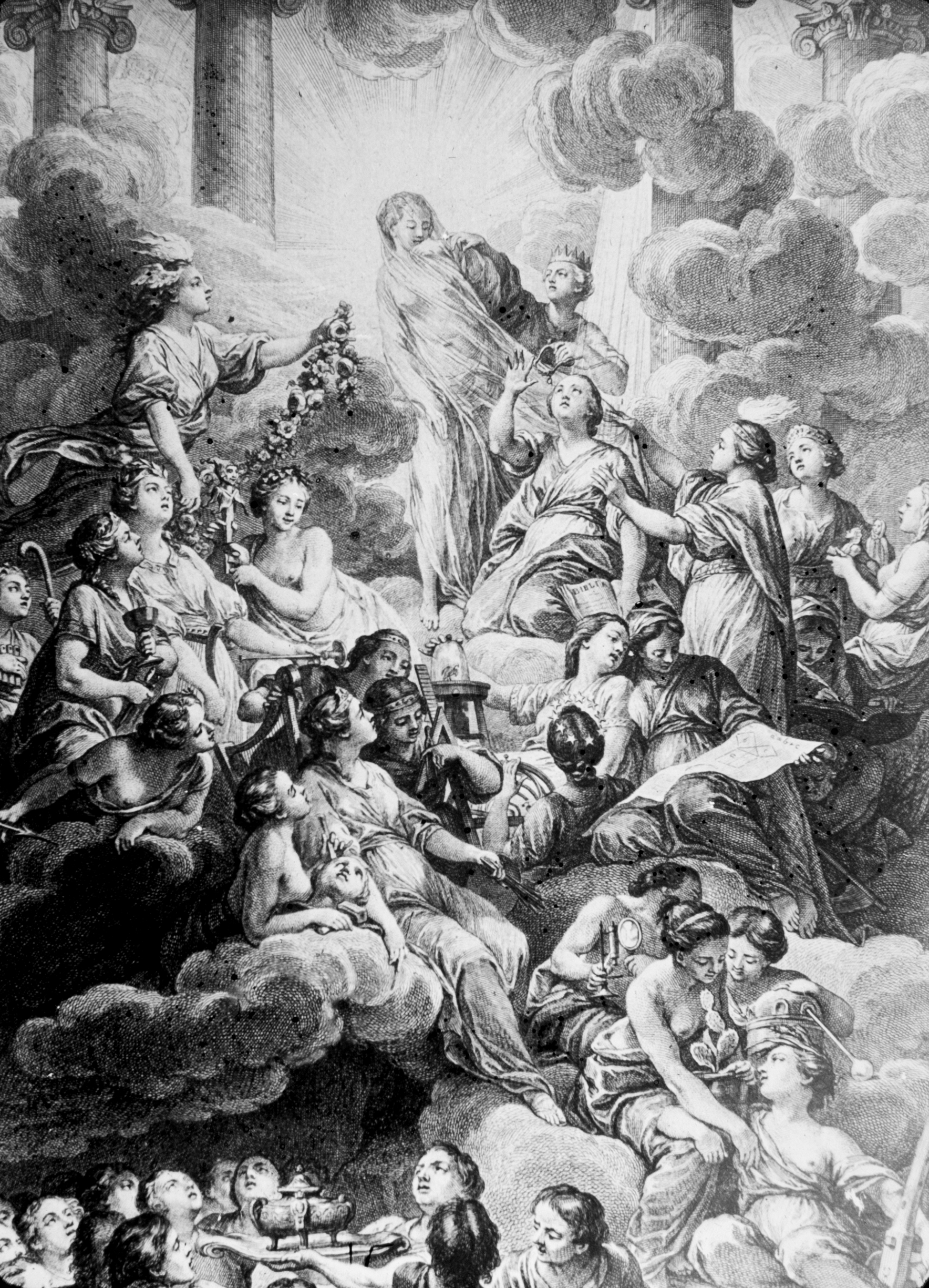
Extract from the frontispiece of the Encyclopédie (1772). It was drawn by Charles-Nicolas Cochin and engraved by. The work is laden with رمزism: The figure in the centre represents truth—surrounded by bright light (the central symbol of the Enlightenment). Two other figures on the right, reason and philosophy, are tearing the veil from truth.

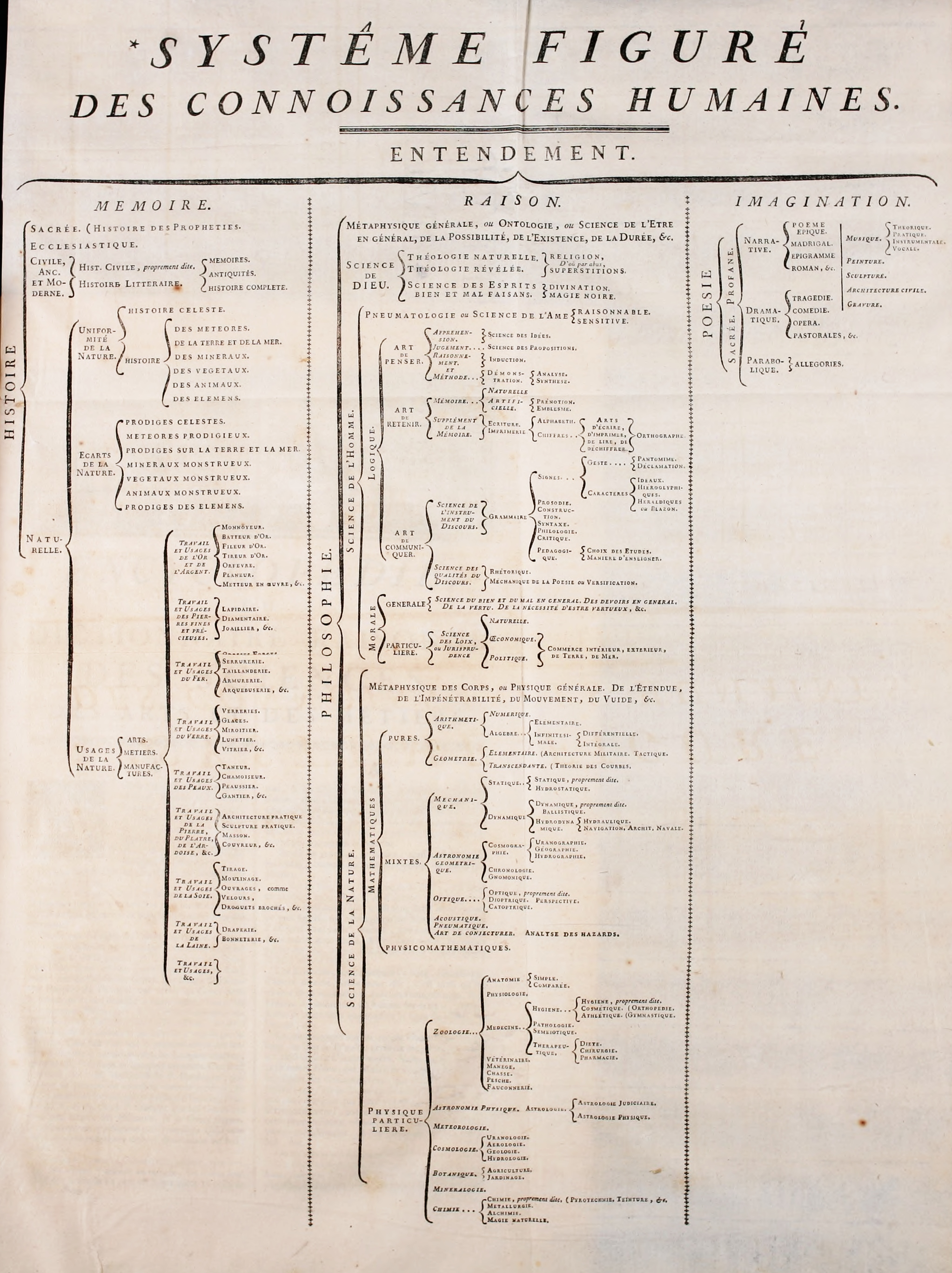
نظام تصويري للمعرفة البشرية مبينا البنية التي نظمت الموسوعة المعارف الإنسانية في إطارها. تحتوي على ثلاث شُعب أساسية هي الذاكرة والعقل والخيال.

الموسوعة هي عمل أساسي في القرن الثامن عشر. هي أول موسوعة فرنسية. ساهم فيها العديد من الكُتاب عُرفوا فيما بعد باسم الكُتّاب الموسوعيين. يسَمون باللغة الفرنسية Encyclopédistes.
اشتُهرت الموسوعة أساسا لكونها تمثل فكر عصر التنوير. في نظر ديدرو، كان هدف الموسوعة هو تغيير الطريقة التي يفكر بها الناس، وأن تمكن الناس من تعليم أنفسهم. دعا هو ومن معه من الكتاب المشاركين في الموسوعة إلى علمنة المعرفة، بعيدا عن اليسوعيين. كانت أول موسوعة يكتب فيها كُتاب مرموقون.

## نظرة عامة
يهدف هذا العمل إلى مراجعة شاملة للإنجازات البشرية في مختلف مجالات الفنون والعلوم من منظور علماني. تسلط هذه الموسوعة الضوء على تطور المعرفة الإنسانية، وتعتبر مرجعًا مهمًا لعصر التنوير.
أسلوب الكتابة في الموسوعة يتسم بنبرة إنسانية عقلانية، حيث يطغى عليه التشكيك بالادعاءات الدينية المنقولة. كما تتضمن محتوياتها دعوات خفية للحرية الدينية والسياسية، مدعومة بكمية كبيرة من المعلومات.
أصبحت الموسوعة نقطة تجمع للمعارضين للمعتقدات والممارسات السائدة، سواء في المجالات السياسية أو الاجتماعية أو الدينية.

## المساهمون
بما أن الهدف من وراء الموسوعة هو جمع جميع المعارف الإنسانية، كان كل من ديدرو ودالمبير مقتنعين بضرورة مشاركة كُتاب آخرين في هذا المشروع. شارك فيه العديد من الفلاسفة، من بينهم ديدرو ذاته وفولتير وجان جاك روسو ومونتسكيو. أكبر المساهمين في الموسوعة هو لويس دي جوكور حيث كتب سبعة عشر ألف ومائتين وستة وستين مقالا (17,266)، بين عامي 1759 و1765. يكافئ ذلك ثماني مقالات يوميا خلال هذه المدة. يقدر هذا العمل بربع الموسوعة.

## التأثير
لعبت الموسوعة دورا مهما في وضع أسس الثورة الفرنسية. شبه المؤرخ دان أوسوليفان موسوعة ديدرو بويكيبيديا ذاتها.

## الإحصائيات
فيما يلي بعض الإحصائيات التقريبية لموسوعة ديدرو.
- سبعة عشر مجلدا من المقالات كتبت بين عامي 1751 و1765.
- إحدى عشر مجلدا من البيانات والرسومات، ألفت بين عامي 1752 و1772.
- ثمانية عشر ألف صفحة من النص.
- عشرون مليون كلمة.